# Dendronephthya costatorubra
Dendronephthya costatorubra är en korallart som beskrevs av Henderson 1909. Dendronephthya costatorubra ingår i släktet Dendronephthya och familjen Nephtheidae. Inga underarter finns listade i Catalogue of Life.